# Deutscher Volkssportverband

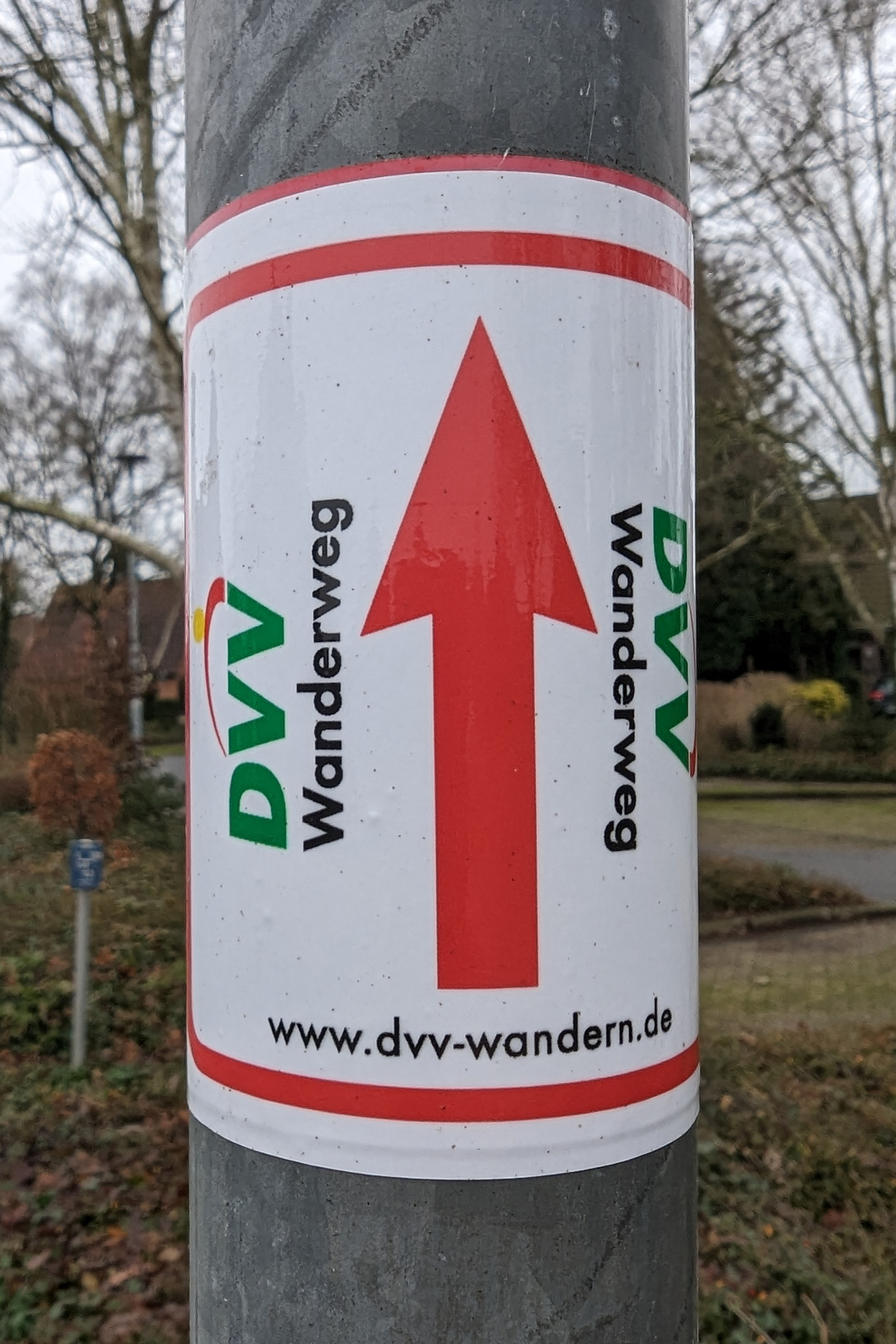
Zeichen an einem Laternenmast

Der gemeinnützige Deutscher Volkssportverband e. V. (DVV) ist ein Zusammenschluss von über 1000 Vereinen zur Förderung des Volkssportes. Er wurde 1974 in das Vereinsregister beim Amtsgericht Altötting eingetragen. Der Sitz ist heute in Traunstein. Der DVV ist Mitglied im Internationalen Volkssportverband e. V.
Zweck ist, die Mitgliedsvereine bei der Durchführung von Volkssportveranstaltungen ohne leistungssportlichen Charakter zu unterstützen. Die Bevölkerung soll zu einer ungezwungenen sportlichen Betätigung angeregt werden, um die Gesundheit zu erhalten. 
Der Verband fördert den Volkssport in den Sparten Wandern, Radfahren, Skiwandern, Schwimmen und Inline-Skating. Ein Schwerpunkt liegt in der Sparte Wandern.
In der Sparte Wandern werden an Wandertagen Rundkurse mit einer Streckenlänge von 5 km, 10 km und 20 km angeboten, vereinzelt auch 30 km, 42 km (Marathon) und 50 km (Marsch). Daneben werden als permanente Angebote Rund- und Weitwanderwege angeboten.
Die Veranstaltungen des DVV werden für die Teilnahme- und Kilometerwertung des internationalen 
Volkssportabzeichens anerkannt.